# Col du Vršič
Le col du Vršič ou col de Vršič (en slovène Prelaz Vršič, en italien passo della Moistrocca et en allemand Werschetzpass) est un col de montagne des Alpes juliennes dans le Nord-Ouest de la Slovénie à une altitude de 1 611 mètres. Il s'agit du plus haut col de Slovénie, ainsi que du plus haut des Alpes juliennes orientales. Il relie la Haute-Carniole à la vallée de Trenta dans le littoral slovène.
La route traversant le col, aujourd'hui connue sous le nom de route russe (Ruska cesta), a été construite à l'origine à des fins militaires au début du XIXe siècle et suivait une route commerciale antérieure. Le col du Vršič est considéré comme un excellent point de départ pour des excursions vers les sommets environnants.

## Toponymie
Le nom commun slovène vršič signifie littéralement « petit pic », un diminutif du mot vrh « pic ». Le nom faisait à l'origine référence au mont Vršič (1 738 mètres), situé à environ 200 mètres à l'est du col du Vršič. Le nom Vršič n'a été appliqué au col qu'en 1911. Le nom du sommet a été attesté pour la première fois dans des sources écrites sous le nom de Werschez en 1763–1787. Le nom italien du col est Moistrocca.

## Histoire
De la Première Guerre mondiale à la Seconde Guerre mondiale, le col du Vršič était à la frontière entre le royaume d'Italie et le royaume de Yougoslavie. Après 1945, le col fait entièrement partie de la Yougoslavie, puis de la Slovénie en 1991.

## Route

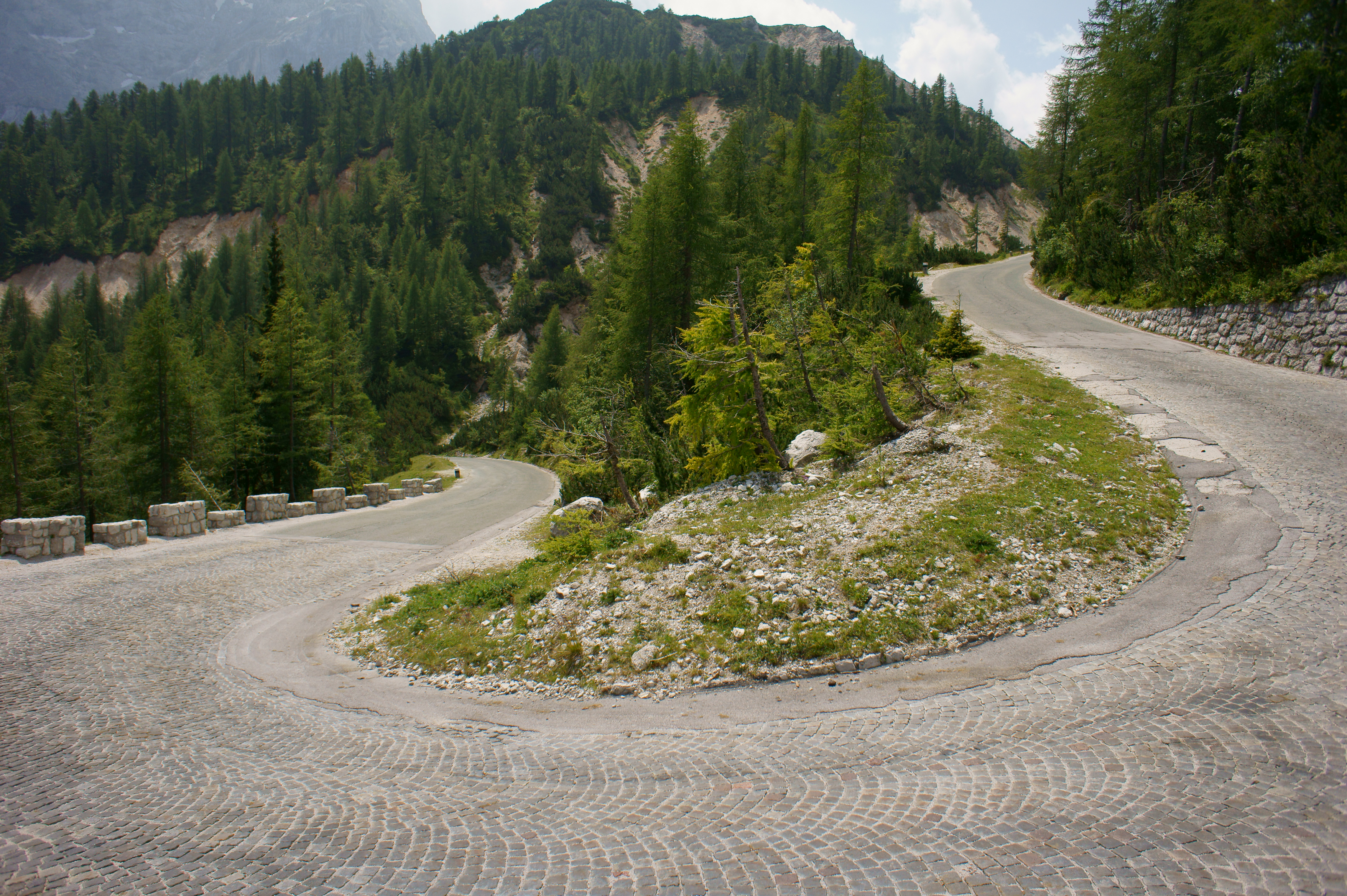
Route du col du Vršič, avec ses lacets de pavés.

L’accès au col se fait depuis Kranjska Gora en venant du nord, dans une série de cinquante virages en lacet. La descente se fait par la vallée de la Soča au sud. La partie supérieure de la route est rendue impraticable par les fortes chutes de neige pendant une grande partie de l'hiver. La route a été considérablement améliorée à la fin de l'année 1915 pour approvisionner les batailles de l'Isonzo lors de la Première Guerre mondiale. Elle porte à l'origine le nom de l'archiduc Eugène d'Autriche-Teschen. Le nom actuel, « route russe » (Ruska cesta), fait référence aux quelque dix mille prisonniers de guerre russes utilisés comme ouvriers dans la construction de 1915.

## Monuments
Juste à côté de la route principale, sur le versant nord du col, à une altitude d'environ 1 200 mètres se trouve une chapelle orthodoxe russe, construite par les prisonniers de guerre russes pour commémorer leurs camarades décédés lors de la construction de la route.
Sur le côté sud du col se trouve un monument en bronze en l'honneur de l'alpiniste et écrivain Julius Kugy, œuvre de l'architecte Boris Kobe et du sculpteur Jakob Savinšek. Le monument fut érigé en 1953.